# Pętle trolejbusowe w Gdyni
W historii komunikacji trolejbusowej Gdyni pojawiło się 27 pętli trolejbusowych. 18 z nich istnieje do dziś.

## Spis pętli trolejbusowych w Gdyni
| Lp. | Nazwa pętli                                                                                        | Miasto | Linie obecnie wykorzystujące pętlę | Uwagi |
| --- | -------------------------------------------------------------------------------------------------- | ------ | ---------------------------------- | --- |
| 1 | 3 Maja – Hala                                                                                      | Gdynia | 25, 28                             | pętla czynna, wykorzystywana liniowo jedynie jako przystanek krańcowy                                                                         |
| 2 | Cisowa Sibeliusa                                                                                   | Gdynia | 26, 30                             | pętla czynna, wykorzystywana liniowo jedynie jako przystanek krańcowy                                                                         |
| 3 | Cisowa SKM                                                                                         | Gdynia | 20, 22, 25, 27                     | pętla czynna, wykorzystywana liniowo jedynie jako przystanek krańcowy                                                                         |
| 4 | Chylonia Dworzec PKP                                                                               | Gdynia | 28*                                | pętla czynna, wykorzystywana liniowo jedynie jako przystanek przelotowy                                                                       |
| 5 | Dąbrowa Miętowa                                                                                    | Gdynia | 24, 31**                           | pętla czynna, wykorzystywana liniowo jedynie jako przystanek krańcowy                                                                         |
| 6 | Karwiny Nowowiczlińska (dawniej Nowowiczlińska, Karwiny Euromarket, Dąbrowa Tesco i Karwiny Tesco) | Gdynia | 23*, 24*, 27*, 31*                 | pętla czynna, wykorzystywana liniowo jedynie jako przystanek przelotowy                                                                       |
| 7 | Derdowskiego                                                                                       | Gdynia | -                                  | pętla obecnie nie istnieje |
| 8 | Gdynia Dworzec Główny PKP                                                                          | Gdynia | 20, 21, 22, 23*, 23**, 24*, 30     | pętla czynna, wykorzystywana liniowo jako przystanek krańcowy oraz przelotowy                                                                 |
| 9 | Grabówek                                                                                           | Gdynia | -                                  | pętla obecnie nie istnieje |
| 10 | Grabówek SKM/Morska – Estakada                                                                     | Gdynia | 29**, 326                          | pętla czynna, funkcjonuje jako nawrotka techniczna                                                                                            |
| 11 | Janowska                                                                                           | Gdynia | -                                  | pętla obecnie nie istnieje |
| 12 | Kacze Buki                                                                                         | Gdynia | 23, 27, 31                         | pętla czynna, wykorzystywana liniowo jedynie jako przystanek krańcowy                                                                         |
| 13 | Mały Kack                                                                                          | Gdynia | -                                  | pętla obecnie nie istnieje |
| 14 | Oksywie Dolne                                                                                      | Gdynia | -                                  | pętla obecnie nie istnieje |
| 15 | Orłowo SKM – „Klif” (dawniej Orłowo – poczta)                                                      | Gdynia | 26, 31**, 326                      | pętla czynna, wykorzystywana liniowo jedynie jako przystanek krańcowy                                                                         |
| 16 | Plac Kaszubski                                                                                     | Gdynia | -                                  | pętla obecnie nie istnieje |
| 17 | Pustki Cisowskie                                                                                   | Gdynia | 28                                 | pętla czynna, wykorzystywana liniowo jedynie jako przystanek krańcowy                                                                         |
| 18 | Racławicka                                                                                         | Gdynia | -                                  | pętla obecnie nie istnieje |
| 19 | Sopot Reja                                                                                         | Sopot  | 21, 31**                           | pętla czynna, wykorzystywana liniowo jedynie jako przystanek krańcowy                                                                         |
| 20 | Stocznia Gdynia                                                                                    | Gdynia | 23, 24**                           | pętla czynna, wykorzystywana liniowo jedynie jako przystanek krańcowy                                                                         |
| 21 | Wielki Kack Fikakowo                                                                               | Gdynia | 29                                 | pętla czynna, wykorzystywana liniowo wyłącznie przez trolejbusy z napędem bateryjnym                                                          |
| 22 | Witomińska                                                                                         | Gdynia | -                                  | pętla obecnie nie istnieje |
| 23 | Wzgórze Nowotki (obecnie Wzgórze św. Maksymiliana)                                                 | Gdynia | -                                  | pętla obecnie nie istnieje |
| 24 | Zarząd Miejski                                                                                     | Gdynia | -                                  | pętla obecnie nie istnieje |
| 25 | Demptowo                                                                                           | Gdynia | 34                                 | pętla czynna, wykorzystywana liniowo wyłącznie przez trolejbusy z napędem bateryjnym, wykorzystywana liniowo jedynie jako przystanek krańcowy |
| 26 | Sopot Ergo Arena                                                                                   | Sopot  | 31                                 | pętla czynna, wykorzystywana liniowo wyłącznie przez trolejbusy z napędem bateryjnym                                                          |
| 27 | Przystań Żeglugi                                                                                   | Gdynia | 320                                | pętla czynna, wykorzystywana liniowo wyłącznie przez trolejbusy z napędem bateryjnym                                                          |
| * - linia wykorzystuje pętlę jako przystanek przelotowy; ** - wybrane kursy linii wykorzystują pętlę jako przystanek końcowy/początkowy. UWAGA! Powyższa tabela nie uwzględnia linii dojazdowych/zjazdowych | |        |                                    | |

### 3 Maja – Hala

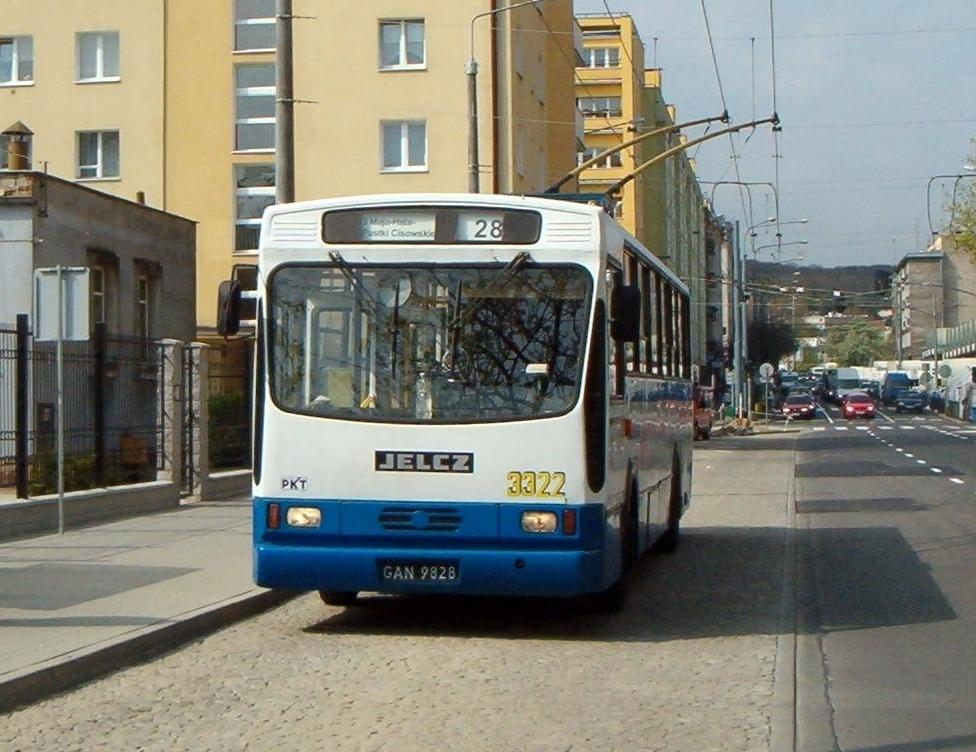
Trolejbus linii 28 przygotowujący się do odjazdu w kierunku Pustek Cisowkich z pętli przy ul. 3 Maja

W związku z generalnym remontem ul. Świętojańskiej, zlikwidowana została pętla Plac Kaszubski. Zastąpiła ją nowa pętla 3 Maja – Hala, wybudowana w 2007 r. Pętla jest usytuowana w Śródmieściu Gdyni, u zbiegu ulic 3 Maja i Wójta Radtkego. W jej pobliżu znajduje się Gdyńska Hala Targowa oraz, nieco dalej, dworzec główny PKP.

### Cisowa Sibeliusa
2 maja 1985 r. ukończono budowę drugiego etapu trakcji trolejbusowej w ciągu ul. Czerwonych Kosynierów (obecnie Morska) aż do osiedla Sibeliusa w dzielnicy Cisowa. Na nową pętlę skierowano kursujące ówcześnie linie 26 oraz 30. Dzisiaj linie z tymi samymi oznaczeniami łączą pętlę Cisowa Sibeliusa z dzielnicą Orłowo (linia 26) oraz Dworcem Głównym PKP (linia 30).

### Cisowa SKM

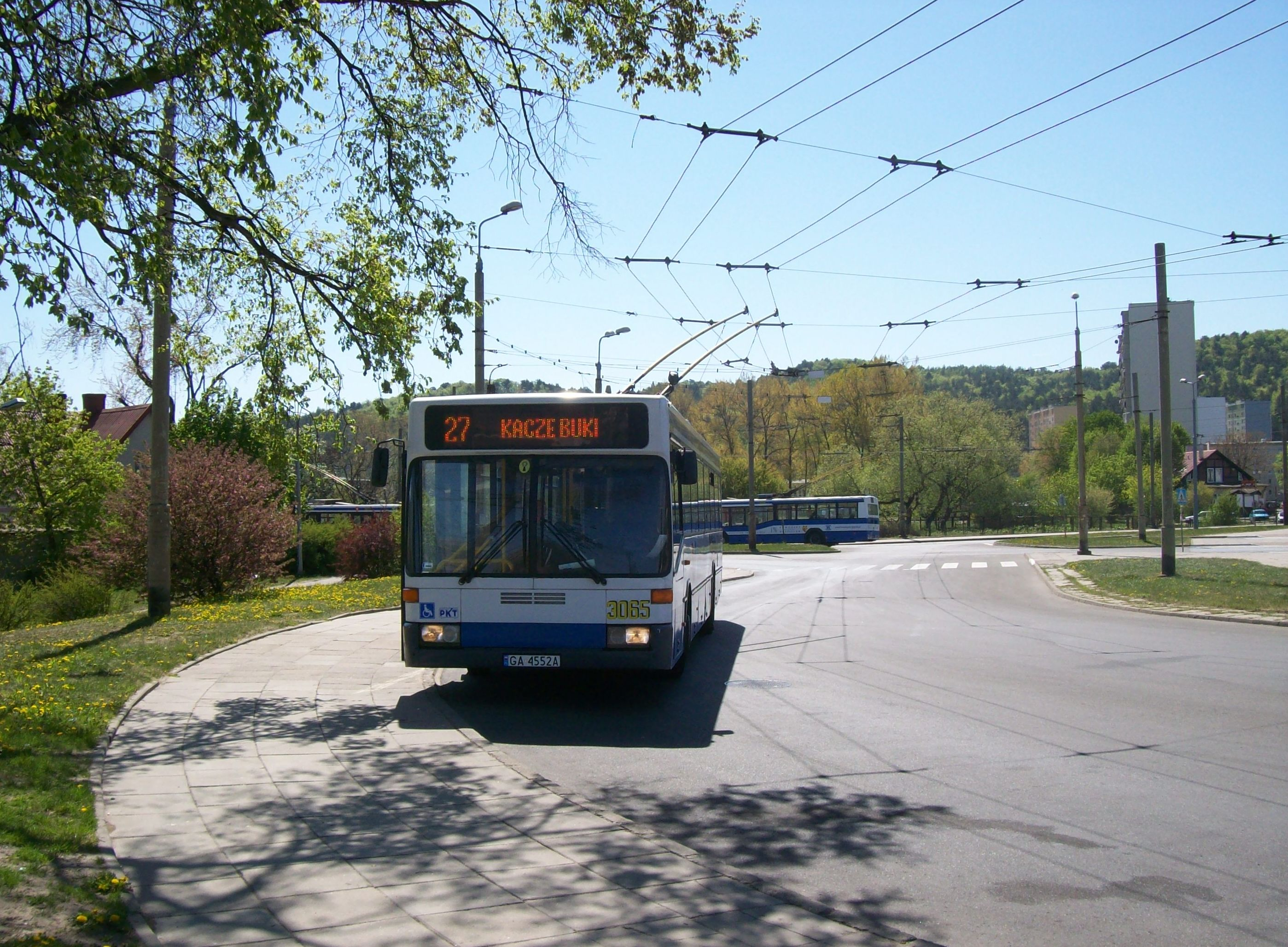
Trolejbus Mercedes linii 27 odpoczywa na pętli Cisowa SKM

22 grudnia 1997 r. otwarto nową stację Szybkiej Kolei Miejskiej. W związku z czym 2 lata wcześniej wybudowano nową pętlę trolejbusową. Obecnie z tego przystanku dojechać można do pętli przy Dworcu Głównym PKP (linia 20 oraz 22), do pętli przy ulicy 3 Maja (linia 25) oraz do dzielnicy Kacze Buki (linia 27).

### Chylonia Dworzec PKP
Jest to jedna z najstarszych pętli trolejbusowych w Gdyni. Pełni swoją rolę od 18 września 1943 r., kiedy to otwarto pierwszą linię trolejbusową w Gdyni relacji Zarząd Miejski (obecnie Urząd Miasta) – Chylonia Dworzec PKP. Jak sama nazwa wskazuje, znajduje się ona nieopodal Dworca PKP w dzielnicy Chylonia. W jej pobliżu jest również targowisko „Chylonia”. Obecnie pętla nie pełni już funkcji przystanku krańcowego – służy jedynie jako przystanek przelotowy dla linii 28, jednak tylko dla kursów w kierunku Pustek Cisowskich. Wysiadając na tej pętli można dogodnie przesiąść się na przystanek Szybkiej Kolei Miejskiej.

### Dąbrowa Miętowa
Dzięki dotacjom z Unii Europejskiej na rzecz komunikacji trolejbusowej w Gdyni udało się w 2005 r. doprowadzić trakcję trolejbusową do pętli autobusowej zlokalizowanej przy ul. Miętowej, z której korzysta obecnie trolejbusowa linia nr 24 oraz wybrane kursy linii 31.

### Derdowskiego
W rok po zakończeniu działań wojennych udało się przywrócić funkcjonowanie komunikacji trolejbusowej w Gdyni, jednak tylko na odcinku wynoszącym 1,5 km. Linia rozpoczynała bieg przy Zarządzie Miejskim (obecnie Urząd Miasta), a kończyła w ówczesnej zajezdni przy ul. Derdowskiego, która wykorzystywana była również jako pętla do 27 kwietnia 1946 r., kiedy to otwarto nową pętlę przy pl. Kaszubskim. Obecnie zajezdnia nie istnieje (została przeniesiona na al. Zwycięstwa w 1947 r.), na jej miejscu powstał parking, a i na ul. Derdowskiego nie kursują już trolejbusy.

### Dworzec Główny PKP (spotykana dawna nazwa pętli – pl. Konstytucji)

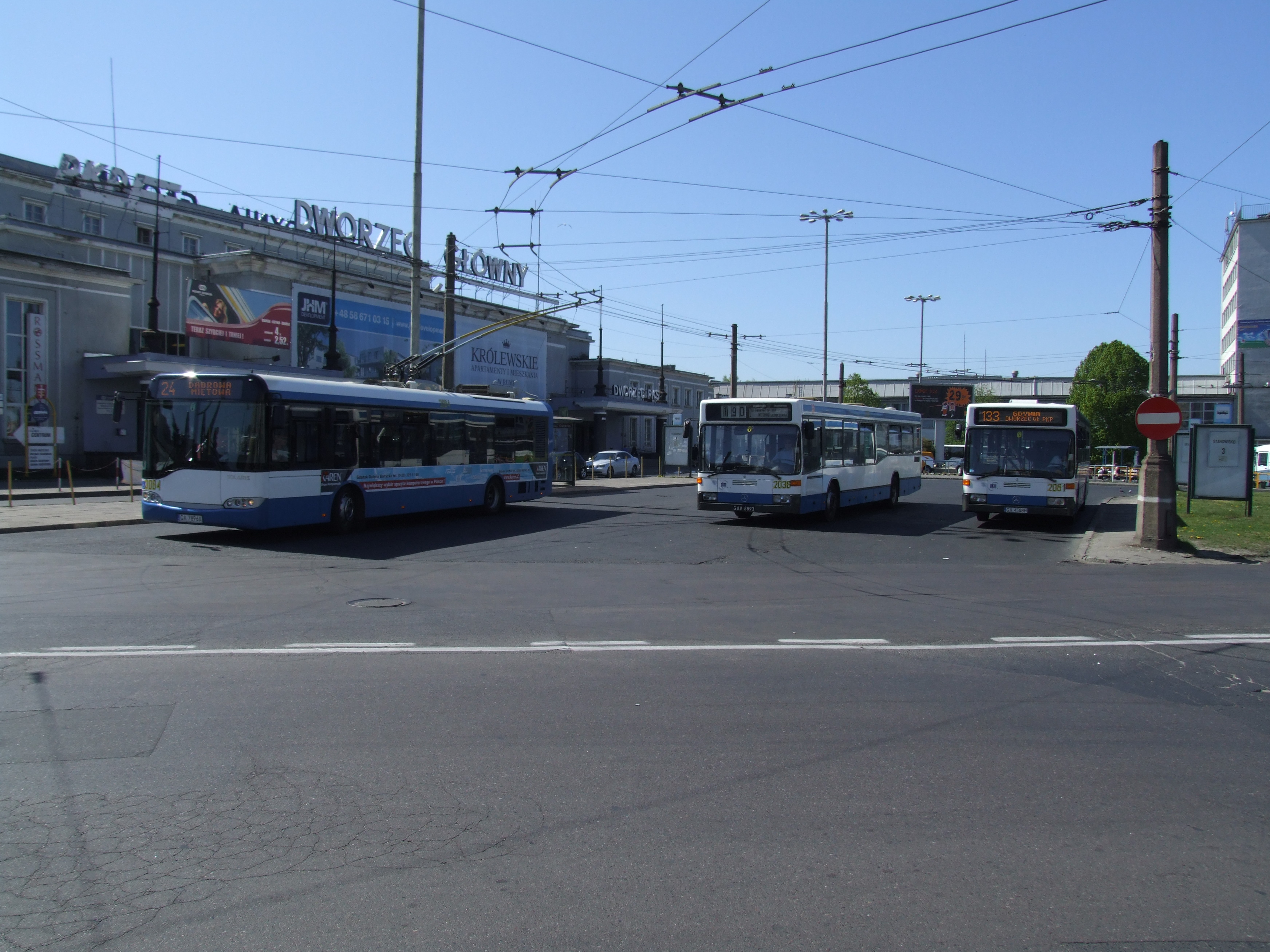
Trolejbus linii 24 udający się na ul. Miętową odjeżdża z pętli przy dworcu głównym

22 lipca 1949 r. utworzono nową linię trolejbusową 23 do Małego Kacka. Linia ta rozpoczynała bieg na nowej pętli przed Dworcem Głównym PKP, na Placu Konstytucji. Pętla funkcjonuje do dziś i spełnia dwie funkcje: jest przystankiem przelotowym dla linii 23 oraz niektórych kursów 24 oraz przystankiem krańcowym dla linii 20, 21, 22, 30 oraz wybranych kursów linii 24. Z tej pętli dotrzeć można praktycznie do wszystkich dzielnic Gdyni objętych komunikacją trolejbusową, jak również do Sopotu dzięki linii 21. Nieopodal pętli znajdują się różne ważny obiekty, takie jak prokuratura rejonowa, sąd, Gdyńska Hala Targowa, czy Dworzec PKP. Bliskość wielu przystanków w odległości zaledwie kilkudziesięciu metrów od tej pętli umożliwia przesiadki na linie autobusowe, jak i na Szybką Kolej Miejską.

### Grabówek
W związku z uruchomieniem w 1955 r. linii trolejbusowej nr 25, skrócono trasę linii 22, kursującej przedtem na trasie Gdynia Dworzec Główny PKP – Chylonia Dworzec PKP do nowej pętli w dzielnicy Grabówek. Od 1962 r. na tej pętli trasę kończyła również linia 26. W związku z rozbudową ul. Czerwonych Kosynierów (obecnie Morska) w 1971 r. pętlę zlikwidowano i dziś nie pozostał po niej żaden ślad.

### Grabówek SKM / Morska – Estakada
W rzeczywistości jest to tylko nawrotka pomiędzy dwiema nitkami ul. Morskiej, umożliwiająca wyjazd w kierunku Orłowa trolejbusom wyjeżdżającym z umiejscowionej nieopodal zajezdni. Nie jest wykorzystywana jako pętla dla żadnej linii. Funkcjonuje od roku 2007, kiedy to oddana do użytku została nowa zajezdnia trolejbusowa w dzielnicy Leszczynki, co wymusiło budowę tej nawrotki. Gdyby jej nie było, trolejbusy chcące wyjechać w kierunku Orłowa musiałyby zajeżdżać aż do pętli w dzielnicy Cisowa, co powodowałoby niepotrzebne nadrabianie kilku kilometrów.

### Janowska
Utworzona w 1955 r. linia trolejbusowa 25 połączyła centrum Gdyni z dzielnicą Cisowa, gdzie przy ul. Janowskiej usytuowano pętlę. Oprócz linii 25 docierała tam również autobusowa linia nocna 220. Obecnie pętla została przekształcona w pętlę Cisowa SKM i przeniesiona bliżej torów, a w miejscu starej pętli jest skrzyżowanie ul. Chylońskiej z ul. Owsianą.

### Kacze Buki

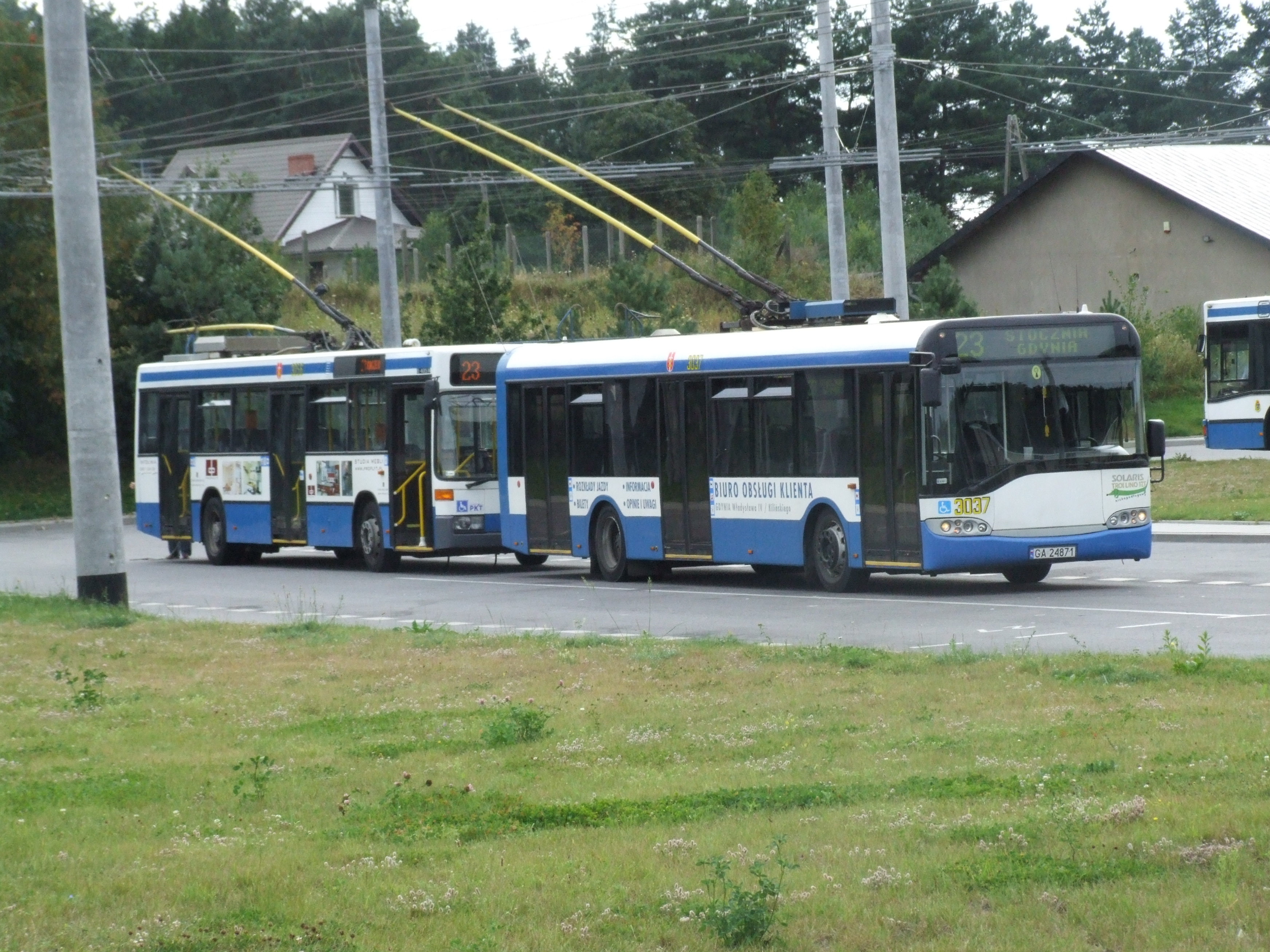
Trolejbusy Solaris i Mercedes na stanowisku postojowym na jednej z młodszych pętli w Gdyni – Kacze Buki, 2007

Realizacja projektu „Rozwój proekologicznego transportu publicznego w Gdyni” przyczyniła się do pociągnięcia trakcji trolejbusowej do istniejącej już pętli autobusowej w dzielnicy Kacze Buki. Linie 23, 24, 27 kursujące dotychczas do pętli Dąbrowa Tesco rozpoczęły w 2006 r. korzystanie z nowego odcinka sieci trakcyjnej. Na tej pętli trasę kończy również linia 31. W jej pobliżu znajduje się zajezdnia autobusowa Przedsiębiorstwa Komunikacji Miejskiej w Gdyni.

### Karwiny Nowowiczlińska (dawniej Nowowiczlińska, Karwiny „Euromarket”, Karwiny Tesco i Dąbrowa Tesco)
1 sierpnia 1989 r. przedłużono linię 23 do nowej pętli przy ul. Nowowiczlińskiej w dzielnicy Karwiny oraz utworzono linię szczytową 24, która połączyła Nowowiczlińską z Dworcem Głównym PKP. Wybudowany w kolejnych latach nieopodal pętli hipermarket sprawił, że zmieniała ona nazwę najpierw na Karwiny „Euromarket”, później Dąbrowa Tesco, a od 2015 r. Karwiny Tesco. Pętla stanowi przystanek krańcowy dla kilku linii autobusowych oraz przystanek przelotowy dla trolejbusów linii 23, 24, 27 i 31.

### Mały Kack
W związku z dokonanymi w 1948 r. zabiegami odnowienia komunikacji trolejbusowej w Gdyni poprzez zwiększenie liczby eksploatowanych pojazdów, możliwe stało się otwarcie nowych linii, m.in. 23. Linia ta połączyła Dworzec Główny PKP z Małym Kackiem. Obecnie pętla nie jest wykorzystywana liniowo. Pozostała jedynie jako pętla techniczna, wykorzystywana w sytuacjach awaryjnych.

### Oksywie Dolne

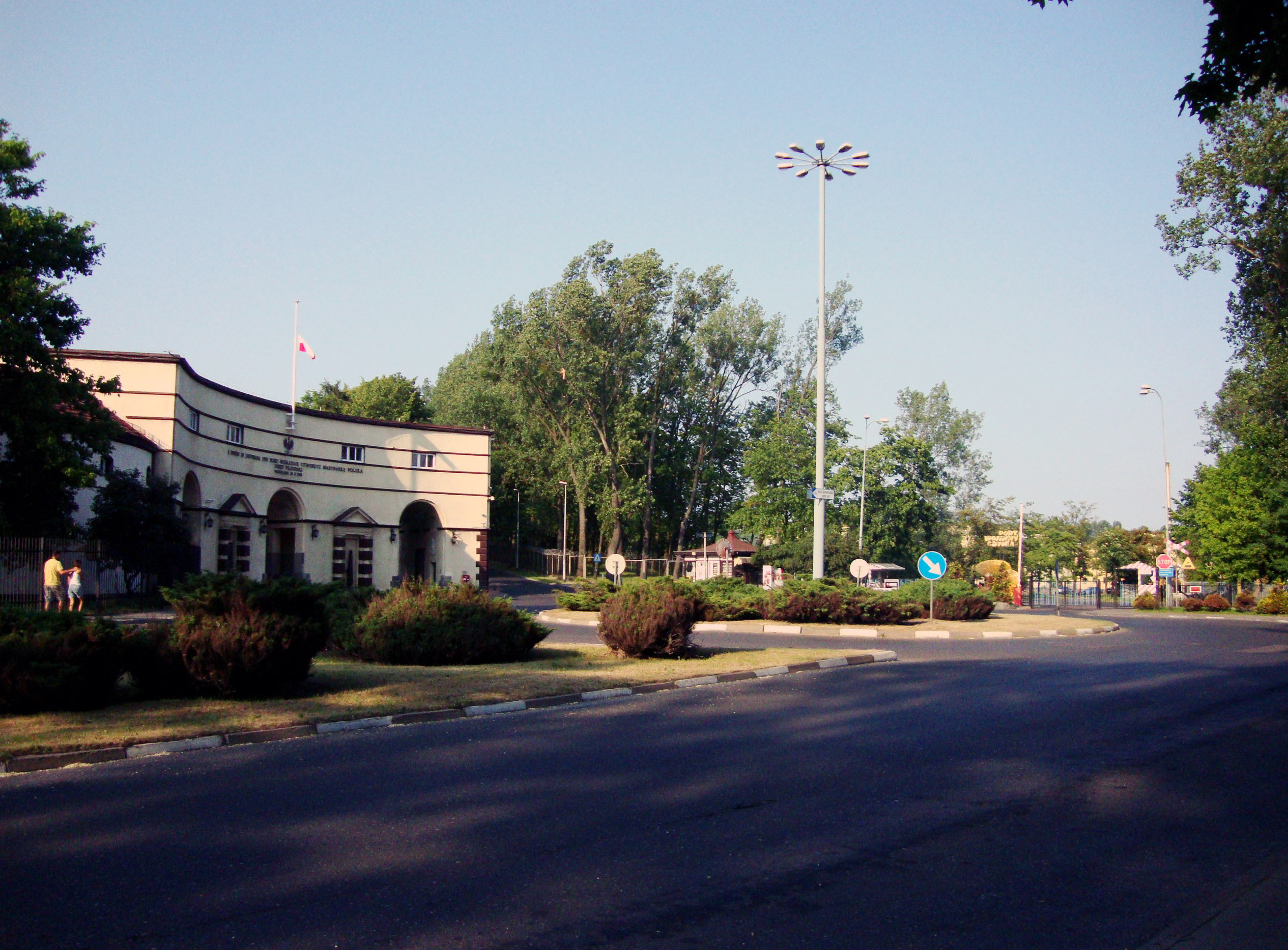
W tym miejscu, na pętli w dzielnicy Oksywie Dolne, zawracają już dziś jedynie autobusy, jednak dawniej swój przystanek krańcowy miały tu też trolejbusy

29 września 1949 r. została utworzona linia 24, która połączyła Dworzec Główny PKP z dzielnicą Oksywie. Pętla znajdowała się nieopodal portu wojennego oraz Akademii Marynarki Wojennej. Od roku 1964 przez pętlę przejeżdżała także linia 28 z Dworca Głównego PKP, a rok później również 27 z Małego Kacka. Pod pretekstem modernizacji ul. Marchlewskiego (obecnie Janka Wiśniewskiego) w 1972 r. wycofano trolejbusy z Oksywia (prawdziwym powodem były opinie o nieopłacalności trolejbusów, przez co postanowiono ograniczać ten rodzaj transportu miejskiego w całej Polsce). Obecnie nie funkcjonuje jako pętla trolejbusowa, bieg kończą tam jedynie niektóre linie autobusowe.

### Orłowo SKM – „Klif” (dawniej Orłowo Przebendowskich)
Pierwsza linia trolejbusowa w Gdyni kursowała na trasie Chylonia Dworzec PKP – Zarząd Miejski (obecnie Urząd Miasta), jednak już kilka miesięcy po rozpoczęciu jej kursowania, została przedłużona do nowej pętli w dzielnicy Orłowo, która zlokalizowana jest nieopodal poczty. Od roku 1965 z pętli korzystała również linia 29 dojeżdżająca tam z Placu Kaszubskiego. W obecnych czasach pętla nadal funkcjonuje i jest wykorzystywana przez linię 26 jako przystanek krańcowy. Kilkadziesiąt metrów od niej znajduje się wybudowane w 1996 r. Trójmiejskie Centrum Handlowe Klif. Z pętli można również wybrać się w półtorakilometrowy spacer ul. Przebendowskich, która prowadzi do Promenady Marysieńki nad brzegiem morza i dalej do orłowskiego mola, Muzeum Domek Abrahama oraz orłowskiego klifu, stanowiącego niewątpliwą atrakcję turystyczną.

### Plac Kaszubski
Wybudowanie 27 kwietnia 1946 r. tej pętli spowodowało, że ówcześnie jeżdżące trolejbusy nie musiały zawracać już w zajezdni przy ul. Derdowskiego. Pętla była wykorzystywana aż do roku 2006, kiedy to w związku z przebudową ul. Świętojańskiej została zastąpiona przez nową pętlę uliczną 3 Maja. W ostatnich latach jej funkcjonowania odjeżdżały z niej trolejbusy linii 20 do Cisowej SKM, 25 również do Cisowej SKM, jednak inną trasą, oraz 28 do dzielnicy Pustki Cisowskie. Oprócz trolejbusów z pętli korzystały także niektóre linie autobusowe. Pętla usytuowana była w centrum Gdyni, przy Gdyńskim Centrum Biznesu.

### Pustki Cisowskie
6 maja 1996 r. oddano do użytku nową trasę trolejbusową do pętli w dzielnicy Pustki Cisowskie. Pętla ta funkcjonuje do dziś, oprócz kilku linii autobusowych bieg kończy tam również trolejbusowa linia 28, która rozpoczyna trasę na pętli przy ul. 3 Maja.

### Racławicka
Pętla umożliwiała awaryjne zawracanie trolejbusów z wykorzystaniem skrzyżowania ulic Wielkopolskiej i Racławickiej w razie braku dojazdu do pętli w dzielnicach Karwiny i Dąbrowa. Została zlikwidowana w 2022 roku przy okazji remontu ulicy Wielkopolskiej.

### Sopot Reja
W roku 1947 utworzono linię trolejbusową, która kończyła bieg w Sopocie. Wymusiło to wybudowanie tam pętli, która funkcjonuje do dziś przy ul. Reja. Obecnie korzysta z niej linia 21. Nieopodal pętli znajduje się przystanek Szybkiej Kolei Miejskiej Sopot Wyścigi.

### Stocznia Gdynia
Pętla przy Stoczni Gdynia (dawniej Stocznia im. Komuny Paryskiej) została otwarta w 1966 r. Z pętli korzystała linia 23. Obecnie pętla nadal istnieje i jest wykorzystywana przez linię 24, łączącą obecnie stocznię z pętlą na ul. Miętowej w dzielnicy Dąbrowa oraz przez wybrane kursy linii 23, która łączy ją z dzielnicą Kacze Buki.

### Węzeł Franciszki Cegielskiej

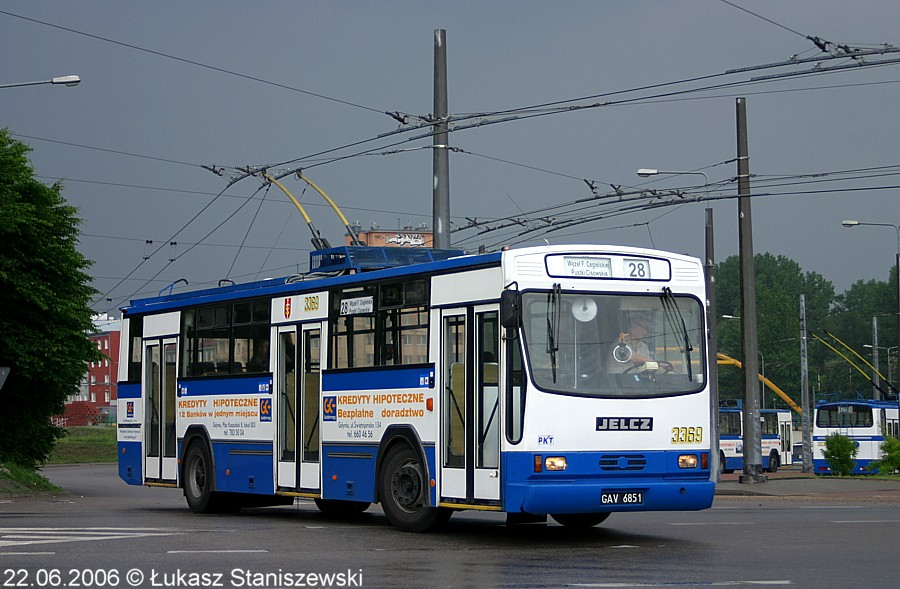
Trolejbus linii 28 do Pustek Cisowskich wyjeżdża z pętli Węzeł F. Cegielskiej (z powodu remontu ul. Świętojańskiej w 2006 r. trolejbusy linii 20, 25 i 28 korzystały tymczasowo z właśnie tej pętli)

W 2000 r. w związku z budową nowego węzła drogowego im. Franciszki Cegielskiej zbudowano również nową pętlę trolejbusowo-autobusową przy ul. Kieleckiej. Zastąpiła ona techniczną pętlę przy ul. Witomińskiej. Obecnie jest wykorzystywana w razie objazdów oraz przez kilka linii autobusowych.

### Witomińska
Pętla ta, wykorzystywana przedtem jedynie jako techniczna, w 1973 r. rozpoczęła obsługę linii 30. Obecnie pętla nie istnieje, została zlikwidowana w 2000 r., a na jej miejscu jest dziś poszerzona ul. Warszawska wraz z chodnikiem i zewnętrzny stół pingpongowy.

### Wzgórze Nowotki (obecnie Wzgórze św. Maksymiliana)
W rzeczywistości nie była to pętla, a jedynie nawrotka pomiędzy al. Zwycięstwa, a ul. Świętojańską. Korzystały z niej wszystkie trolejbusy poruszające się pomiędzy tymi dwiema ulicami. Funkcję pętli pełniła bardzo krótko w latach 60. dla linii 24. W związku z całkowitą przebudową układu drogowego Wzgórza św. Maksymiliana w latach 2009–2010 nawrotka została zlikwidowana.

### Zarząd Miejski

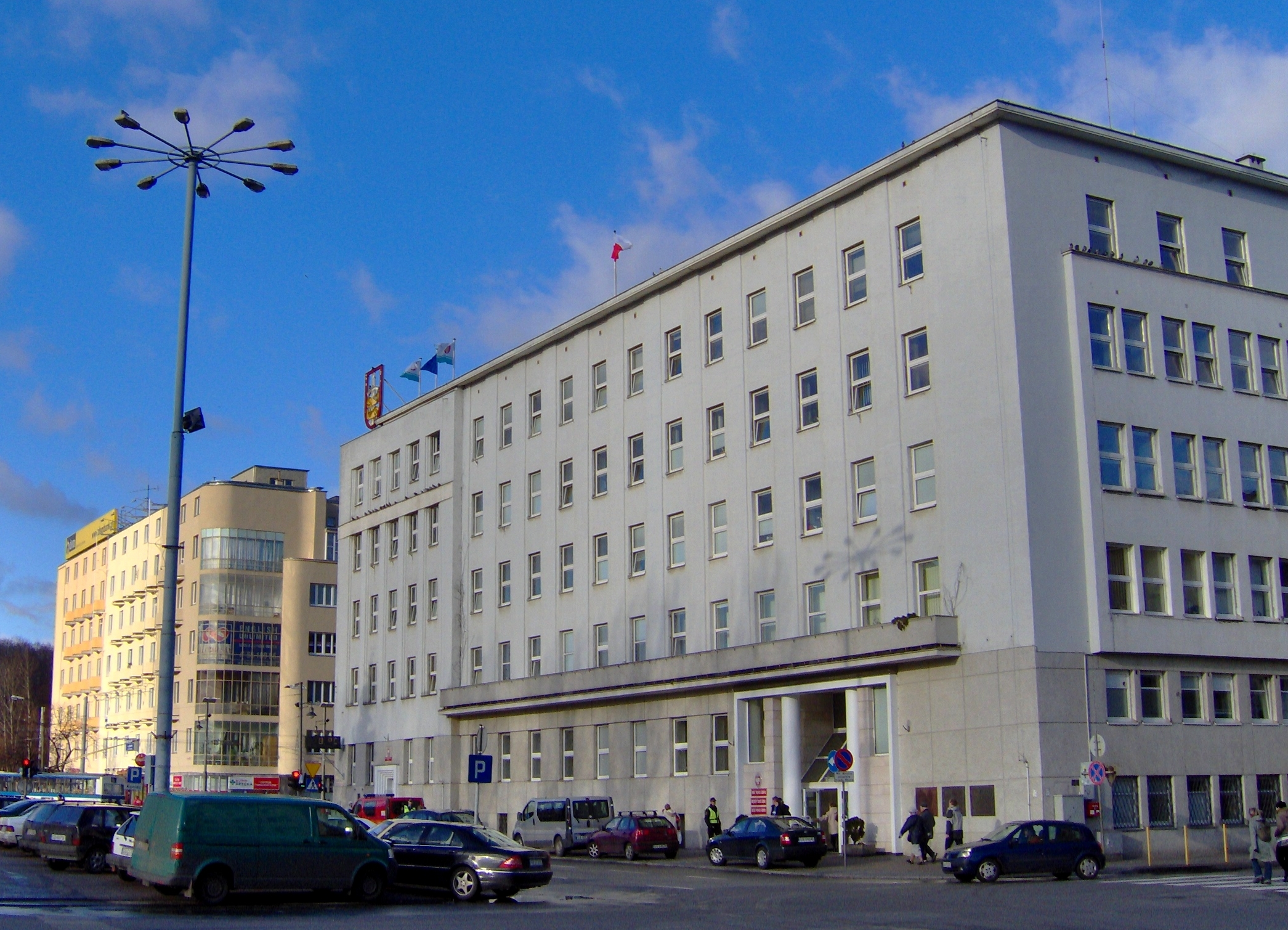
Widoczny na zdjęciu jasny budynek to Urząd Miasta. Znajdujący się po lewej stronie zdjęcia parking powstał na miejscu dawnej pętli trolejbusowej o nazwie Zarząd Miejski

Pierwsza linia trolejbusowa w Gdyni rozpoczynała swój bieg właśnie na tej pętli, usytuowanej w centrum Gdyni nieopodal ówczesnego Zarządu Miejskiego (obecnie Urząd Miasta). Jej eksploatację rozpoczęto 18 września 1943 r. Obecnie po pętli nie ma żadnego śladu, bowiem na jej miejscu powstał parking dla samochodów.